# Забастовка грузоперевозчиков в Чили 1972—1973
Забастовка грузоперевозчиков в Чили 1972—1973 (исп. Huelga de camioneros 1972 y 1973) — крупномасштабная политическая забастовка владельцев и водителей грузового автотранспорта в Чили 1972—1973. Была направлена против левого правительства Сальвадора Альенде. Проводилась под правыми антимарксистскими, антикоммунистическими лозунгами. Сильно усугубила социально-экономический и политический кризис, способствовала свержению Альенде 11 сентября 1973 года.

## Конфликт левого правительства с корпоративным профсоюзом
На президентских выборах 1970 года в Чили победу одержал кандидат левого блока «Народное единство» социалист Сальвадор Альенде — первый марксист, пришедший к власти в результате демократических выборов. Стала проводиться в жизнь программа социалистических преобразований (в том числе национализация ключевых сфер экономики). При этом Альенде рассчитывал сохранить демократический строй и правовой порядок.
Политика Альенде ущемляла интересы не только крупной буржуазии, землевладельцев и иностранного капитала, но и чилийского среднего класса — мелких предпринимателей, инженеров, техников, преподавателей, частнопрактикующих врачей и юристов. В этом социальном слое важное место занимали частные автотранспортники-грузоперевозчики, объединённые в Национальную конфедерацию владельцев грузовиков (CNDC). Конфедерация представляла собой общенациональный корпоративный профсоюз гремиалистского типа: наряду с крупными транспортными магнатами, в неё входили и составляли основную членскую массу мелкие собственники — водители своих грузовиков. Политически Конфедерация стояла на правых позициях. Во главе конфедерации стоял владелец нескольких грузовиков Леон Виларин — активный член ультраправой антикоммунистической организации «Родина и свобода».
Неудачи экономической политики Альенде усиливали в ней радикальные прокоммунистические тенденции. Дальнейшее огосударствление вело к национализации грузового автотранспорта. Эти планы встретили жёсткое сопротивление со стороны CNDC.

## Антиправительственное движение: цель, масштаб, последствия
9 октября 1972 года CNDC объявила общенациональную забастовку протеста. Первоначально к забастовке примкнули около 12 тысяч водителей. Однако приказ Альенде об аресте Виларина и ещё нескольких руководителей CNDC спровоцировал взрыв возмущения. Забастовали 165 водительских организаций общей численностью около 40 тысяч человек с 56 тысячами грузовиков. Леон Виларин и его соратники были освобождены под залог, но это уже не могло остановить протестов. Всего почти за год в забастовке участвовали до 150 тысяч человек (эту цифру оглашал один из руководителей чилийской компартии Володя Тейтельбойм).
Финансовую поддержку оказал — по согласованию и при участии ЦРУ — американский транспортный профсоюз, входящий в АФТ-КПП. Общая сумма американских субсидий составила 7-8 млн долларов.
Особенность забастовки состояла в том, что конкретные экономические вопросы не имели в ней большого значения. Национальный координационный центр забастовщиков сформулировал ряд требований к властям: запрет экспроприаций, возвращение национализированной собственности владельцам, конституционная реформа, ограничивающая полномочия президента, роспуск проправительственных комитетов, через которые левые активисты принимали на себя управленческие функции на местах, прекращение политической цензуры в отношении крайне правых СМИ. Требования были изложены в заявлении Pliego de Chile. Всё это означало фактическое самоупразднение правящего блока. Фактически цель бастующих заключалась в устранении правительства, проводившего под коммунистическим влиянием враждебную им политику.
Забастовка владельцев грузовиков стала стержневым фактором антиправительственного забастовочного движения. К Конфедерации грузоперевозчиков примкнули другие крупные гремиалистские структуры: Конфедерация малой промышленности, Конфедерация розничной торговли, профсоюзы горняков, портовых работников, преподавателей, врачей, ассоциации студентов и старшеклассников. В протестном движении в той или иной форме участвовали до 500 тысяч человек. В сочетании с многочисленными террористическими актами и протестными выступлениями, массовые забастовки сильнейшим образом дестабилизировали правительство.
Экономически забастовка CNDC парализовала страну — в силу географических особенностей в Чили почти нет железнодорожной сети, сухопутные грузоперевозки осуществляются автотранспортом. Ущерб, по правительственным данным, составил немалую по меркам Чили того времени сумму — 60 миллионов долларов.

## Попытки подавления забастовки и свержение правительства
Власти предпринимали разнородные контрмеры. Были организованы бригады сторонников правительства, пытавшиеся организовать альтернативные грузоперевозки. Транспорт забастовщиков реквизировался. Левые организации устанавливали силовой контроль над предприятиями других отраслей. Многие лидеры протестов подвергались арестам. Почти во всех провинциях Чили было введено чрезвычайное положение.
Предпринимались попытки переговоров правительства с бастующими, однако достигаемые соглашения не выполнялись ни одной из сторон. Национализация транспорта была неприемлема для перевозчиков, но уже необходима для правительства.
Уже 2 ноября 1972, менее чем через месяц после начала забастовки, Альенде учредил особый «военный кабинет» во главе с генералом Карлосом Пратсом. Был также создан правительственный Национальный транспортный комитет под председательством адмирала Исмаэля Уэрты. В противоборстве с корпорациями правительство явно делало ставку на лояльных военачальников. Несмотря на то, что Пратс поддерживал с Виларином хорошие личные отношения, переговоры между ними не дали эффективных результатов.
К лету 1973 президент Альенде склонился к введению чрезвычайного положения в общегосударственном масштабе с привлечением вооружённых сил. Жёсткое наведение порядка — в том числе подавление забастовок — предполагалось поручить генералу Пиночету. 27 июня 1973 Альенде провёл совещание с участием Пиночета, на котором обсудил оперативную сторону режима ЧП. 29 июня 1973 правительство с трудом подавило мятеж «танкетасо», поднятый подполковником Супером. Вскоре были объявлены вне закона профессиональные организации грузоперевозчиков. В ответ началось сокрытие грузовиков, а также микроавтобусов и такси. Лидеры забастовки явно ожидали вооружённого столкновения.
11 сентября 1973 года правительство Сальвадора Альенде было свергнуто в результате военного переворота под командованием генерала Пиночета. Национальная конфедерация владельцев грузовиков Чили приветствовала смену режима.